# 新潟県道273号大栗田越後下関停車場線

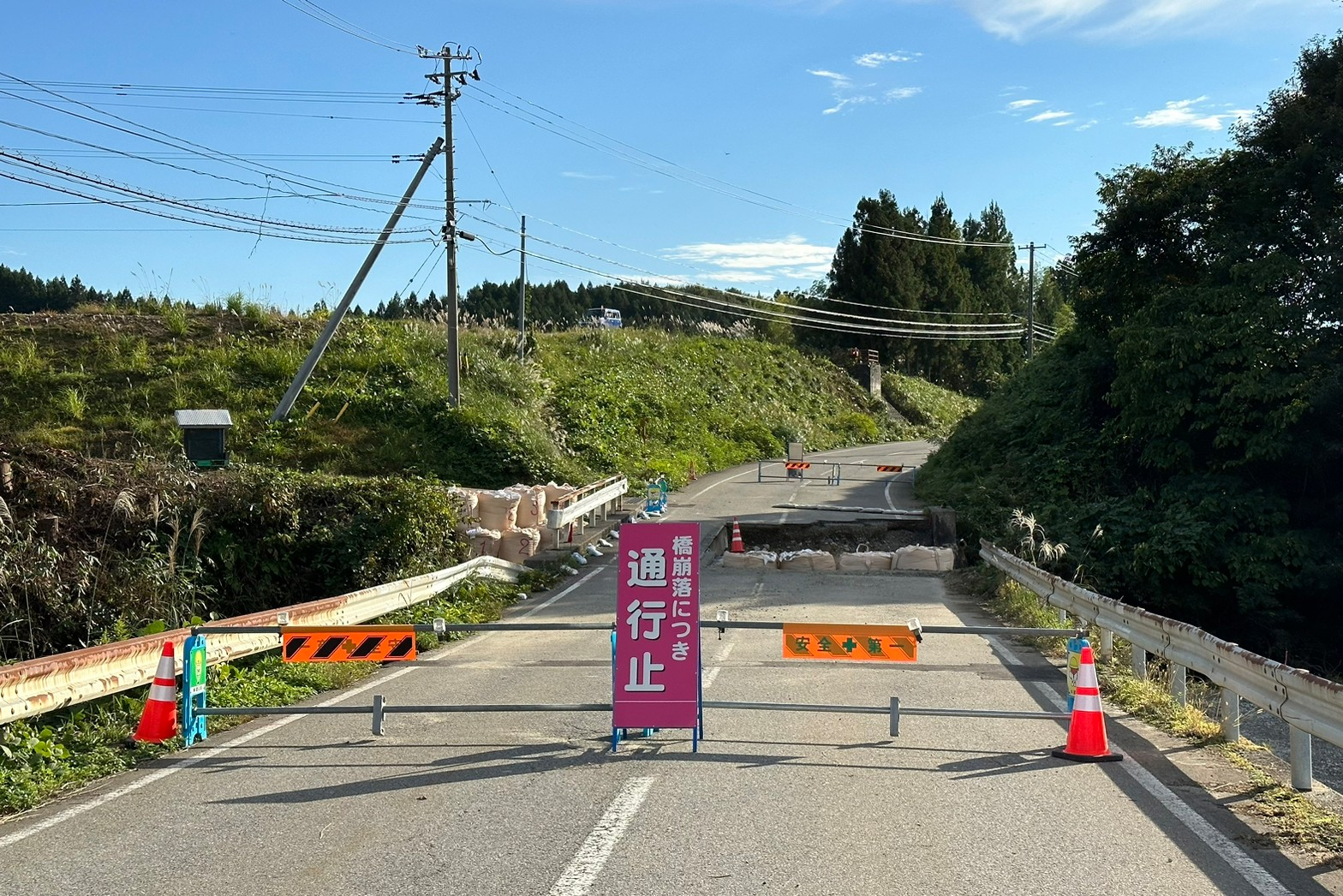
令和4年8月豪雨により崩落し通行止めとなった上野原橋（2022年10月）

新潟県道273号大栗田越後下関停車場線（にいがたけんどう273ごう おおくりだえちごしもせきていしゃじょうせん）は、新潟県村上市から同県岩船郡関川村に至る一般県道である。

## 概要

### 路線データ
- 起点：新潟県村上市大栗田字高坂（新潟県道207号大栗田村上線交点）
- 終点：越後下関停車場（新潟県岩船郡関川村大字下関）

## 通過する自治体
- 新潟県
  - 村上市 - 岩船郡関川村

## 接続する道路
- 新潟県道207号大栗田村上線（起点：村上市大栗田字高坂）

この間通行規制区間あり（場所：関川村大字中束（なかまるけ）字田麦千刈、内容：大型車通行止・終日、理由：路肩決壊のため、期間：2011年（平成23年）8月24日～当分の間、備考：大型車以外は片側交互通行）（2011年（平成23年）12月23日現在）
- 国道290号（関川村大字宮前 - 関川村大字上野新で重複）
- 国道113号（関川バイパス）（関川村大字辰田新で立体交差、関川村道を介して接続）
- 新潟県道272号黒俣越後下関停車場線（関川村大字下関地内（「関川小学校」南西 - 「越後下関駅」前（終点））で重複）
- （終点：関川村大字下関、「越後下関駅」前）

## 周辺
- JR米坂線 越後下関駅
- 関川村国民健康保険 関川診療所
- 関川村役場
- 関川村立関川中学校
- 関川村立関川小学校
- 村上信用金庫 関川支店
- JAにいがた岩船 関川支店
- 越後女川郵便局
- 関川郵便局
- フレッシュはなだてや（スーパーマーケット）
- 道の駅関川
- 荒川